# Jonas Lössl
Jonas Lössl (født 1. februar 1989 i Kolding) er en dansk professionel fodboldspiller, der spiller som målmand for FC Midtjylland. Derudover har han spillet for diverse danske ungdomslandshold, samt en enkelt A-landskamp.

## Klubkarriere

### FC Midtjylland
Lössl kommer fra Kolding IF og FC Midtjyllands akademi. Han fik sit SAS-liga-gennembrud i sæsonen 2009/2010. I april 2010 forlængede han sin kontrakt med FC Midtjylland for yderligere fire år. 
Efter flere stærke præstationer fik også Morten Olsen øjnene op for den talentfulde keeper, og den 7. september 2010 sad Jonas Lössl på bænken, da det danske landshold vandt 1-0 mod Island i VM-kvalifikationen.
I slutningen af sæsonen 2010/11 fik Jonas Lössl et formdyk, som gjorde, at han blev bænket til fordel for Kasper Jensen (men har fået pladsen tilbage), ligesom han mistede pladsen som U21-landsholdets førstemålmand, hvor Mikkel Andersen overtog pladsen i buret til EM-slutrunden i Danmark.

### EA Guingamp
Den 5. juni 2014 blev det officielt at Lössl skiftede til den fransk klub EA Guingamp.

### 1. FSV Mainz 05
Han skiftede den 16. juni 2016 fra EA Guingamp til tyske 1. FSV Mainz 05. Her skrev han under på en treårig kontrakt. Den 27. august debuterede han i Bundesligaen i et 2-1-nederlag ude til Dortmund.

### Huddersfield
Den 30. juni 2017 blev det offentliggjort, at han blev udlejet til Huddersfield Town F.C. på en aftale gældende for hele 2017-18-sæsonen. Efter lejemålets afslutning købte Huddersfield Lössl af Mainz. Huddersfield spillede på det tidspunkt i Premier League.

### Everton
I sommeren 2019 skiftede Lössl til Everton FC på en treårig kontrakt.

#### Huddersfield (nyt lejemål)
Det lykkedes imidlertid ikke for ham at få spilletid på førsteholdet, og et halvt år senere blev han lejet tilbage til Huddersfield. Efter den sene afslutning på 2019-2020-sæsonen vendte han tilbage til Everton, fortsat uden af få spilletid, da klubben hentede Robin Olsen.

### Retur til FC Midtjylland
På sidste dag i vintertransfervinduet i januar 2021 skiftede Lössl tilbage til sin første seniorklub, FC Midtjylland, hvor han fik en aftale frem til sommeren 2025.

## Landshold
Jonas Lössl har spillet på de fleste danske ungdomslandshold, primært på U/21-holdet, hvor han i perioden 2009-2011 spillede 15 kampe. Han har været udtaget til A-landsholdet adskillige gange, men har oftest stået i skyggen af Kasper Schmeichel. Den hidtil eneste A-landsholdskamp, han har fået, var en venskabskamp mod Skotland 29. marts 2016, hvor Danmark tabte 0-1.